# Ференц Лист — Грёзы любви
«Ференц Лист — Грёзы любви» (венг. Szerelmi álmok – Liszt) — цветной двухсерийный широкоэкранный художественный фильм совместного производства киностудии «Ленфильм» (СССР) и «Mafilm» (Венгрия). Режиссёр — Мартон Келети (Венгрия). Фильм вышел на экраны СССР в 1970 году.

## Сюжет
Австро-венгерский композитор и пианист Ференц Лист приезжает в Россию с концертным турне по приглашению царя. На концертах в Петербурге Лист производит сильное впечатление. Его с восторгом встречает русская публика, и сам композитор Михаил Иванович Глинка восхищён его виртуозной игрой.
Но самое приятное событие для Листа — встреча с красавицей-княгиней Каролиной Витгенштейн. Ференц Лист и Каролина Витгенштейн станут неразлучны и композитор, восхищенный красотой возлюбленной, посвятит ей свои знаменитые «Грёзы любви».

## В ролях
- Имре Шинкович — Ференц Лист (роль озвучил — Андрей Попов)
- Ариадна Шенгелая — княгиня Каролина Витгенштейн
- Шандор Печи — Гаэтанно Беллони, секретарь Листа
- Игорь Дмитриев — князь Николай Петрович Витгенштейн
- Клара Лучко — Мари Д’Агу
- Лариса Трембовельская — Лола Монтес
- Игорь Озеров — Рихард Вагнер
- Тамаш Майор — папа Пий IX
- Ференц Бешшеньеи — Михай Вёрёшмарти
- Лайош Башти — Акош Трефорт, министр
- Адам Сиртеш — Мишка, слуга Ференца Листа
- Пётр Шелохонов — Михаил Иванович Глинка
- Василий Леонов — Александр Порфирьевич Бородин
- Валентин Кулик — Сигизмунд Тальберг, австрийский композитор и пианист-виртуоз
- Марина Юрасова — Мария Павловна, сестра Николая I
- Сергей Полежаев — придворный
- Сергей Иванов — император Николай I (дублировал Владислав Стржельчик)
- Иван Мокеев
- Геннадий Бедностин
- Сергей Карнович-Валуа — Карл Фридрих Саксен-Веймар-Эйзенахский, муж Марии Павловны
- Анатолий Шведерский — кардинал Густав Адольф фон Гогенлоэ-Шиллингсфюрст
- Наталья Байтальская — Вера Тиманова, русская ученица Листа
- Эммануил Шварцберг — эпизод
- Дьёрдь Кальман — начальник полиции (дублировал Александр Демьяненко)
- Хильда Гобби — экономка Листа
- Петер Хусти — император Франц Иосиф I
- Ласло Меншарош
- Тибор Бичкеи — друг Листа
- Дьюла Бенкё
- Шандор Шука — Йозеф Гайдн
- Геза Торди — Карл Черни, австрийский пианист и композитор, учитель Листа в детстве
- Габор Мади Сабо — Адам, отец Листа
- Вера Семере — Анна, мать Листа
- Берталан Шольти
- Жолт Кочи — Ференц Лист в детстве
- Ласло Маркуш — герцог Миклош Эстерхази
- Корнель Геллеи — священник

В титрах не указаны
- Анатолий Подшивалов — поклонник Листа
- Ирина Губанова — Ольга Янина
- Пётр Меркурьев — Николо Паганини
- Татьяна Оппенгейм
- Александр Романцов — Россини
- Клари Тольнаи — Козима, дочь Листа
- Виктор Костецкий — сборщик пожертвований
- Янош Ференчик — дирижёр

Фонограмма фильма
- Дьердь Чифра — в фонограмме фильма звучит студийная звукозапись пианиста Дьердя Чифра
- Святослав Рихтер — в фонограмме фильма звучит архивная звукозапись пианиста Святослава Рихтера

## Съёмочная группа
- Авторы сценария — Леонид Дель, Имре Кеси
- Постановка — Мартона Келети
- Оператор — Иштван Хильдебранд
- Художник-постановщик — Алексей Рудяков
- Художник — Ласло Дуба
- Композитор — Ференц Фаркаш
- Звукооператоры — Владимир Яковлев, Янош Арато
- Сооператор — Вадим Грамматиков
- Режиссёры — Надежда Русанова, Дьюла Масарош, Шандор Кё
- Художник по костюмам — Татьяна Острогорская, Тивадар Марк
- Художники-декораторы — Вера Зелинская, Алексей Шкеле, Эдуард Исаев, Яношне Немет
- Художники-гримёры — Нина Скворцова, Дьёрд Иваница, Петер Иваница, Шандорне Юхас
- Ассистенты режиссёра — Ян Нахамчук, Миклош Сурди
- Редакторы — Исаак Гликман, Ференц Катона
- Монтажёр — Михай Морелл
- Произведения Листа исполняет Дьёрдь Цифра
- Фонотечные записи произведений Шопена и Бетховена в исполнении Святослава Рихтера
- Хореография — Константина Сергева, Наталии Дудинской
- Дирижёр — Янош Ференчик
- Заместители директора — Маргарита Рябкова, Игорь Юмин, Владимир Самойлов, Нандор Чобот
- Директора картины — Григорий Диденко, Лайош Овари

## Технические данные
- Цветной, широкоэкранный фильм. Снят на негатив 70 мм (СССР и ГДР) и 65 мм (Венгрия). Венгерская версия 174 мин. Советская версия 150 минут[источник не указан 4548 дней].